# Order Kim Dzong Ila
Order Kim Dzong Ila (kor. 김정일 훈장) – najwyższe odznaczenie Koreańskiej Republiki Ludowo-Demokratycznej (wraz z Orderem Kim Ir Sena).
Order został ustanowiony 3 lutego 2012, dla uczczenia 70. rocznicy urodzin północnokoreańskiego lidera. Może być przyznawany zarówno osobom fizycznym (urzędnikom państwowym, robotnikom), jak i jednostkom wojskowym, przedsiębiorstwom czy organizacjom społecznym za wkład w realizację idei dżucze.

## Niektórzy z odznaczonych
- Ch’oe Yŏng Rim (14 lutego 2012)[3]
- Jang Sŏng T’aek (14 lutego 2012)
- Ju Kyu Ch’ang (14 lutego 2012)[4]
- Kim Ok (14 lutego 2012)[5]
- Kim Kyŏng Hŭi (14 lutego 2012)
- Kim Yŏng Nam (14 lutego 2012)
- Ri Su Yong (14 lutego 2012)[6]
- Ri Yŏng Ho (14 lutego 2012)